# Tommaso Benvenuti (football)
Pour les articles homonymes, voir Benvenuti.
Tommaso Benvenuti, né le 3 février 2006 à Saint-Marin, est un footballeur international saint-marinais qui évolue au poste de latéral gauche à l'US Sassuolo.

## Biographie
Tommaso Benvenuti est le fils de l'athlète italien Andrea Benvenuti, champion d'Europe du 800 mètres en 1994. L'ancien olympien (en 92 et 96) s’investit ensuite dans le football saint-marinais, au sein de la San Marino Academy où il développe les équipes de jeunes, devenant également responsable de la préparation athlétique à la FSCG.
Tommaso grandit à Saint-Marin, tout comme son frère jumeau Giacomo Benvenuti, avec qui il partage tout son parcours sportif, jusqu'à l’essor en équipe nationale.

### Carrière en club

#### Formation entre San Marino et Sassuolo
Ayant grandi au dessus du terrain de Falciano à Serravalle, où s’entraîne le club de Folgore, le jeune Tommaso y commence sa formation footballistique, tout en s'essayant également à de nombreux autres sport tels que la natation, le beach tennis, le basket et l'athlétisme.
Avec Folgore, il s'illustre notamment en remportant le championnat national en moins de 12 ans, buteur en finale contre la Juvenes/Dogana.
Benvenuti intègre ensuite la San Marino Academy, avant de rejoindre en 2020 à l'US Sassuolo, dont l'équipe première évolue alors en Serie A, jouant le haut du tableau avec Roberto De Zerbi.

#### Débuts en Serie D (2023-2024)
En juillet 2023, il est prêté en compagnie de son frère au Victor San Marino, club saint-marinais évoluant dans le système de ligues italien,. 
Il joue son premier match avec l'équipe première du club le 3 septembre 2023, titularisé en championnat d'Italie de quatrième division contre l'ASD Fanfulla, avant d'être remplacé par son frère Giacomo, alors que la rencontre se termine par un match nul 1-1. Cela fait alors de lui et son jumeau les plus jeunes joueurs de cette édition de la Serie D. 
Alors que le club vient juste d'être promu en provenance du championnat Eccellenza, l'équipe de Benvenuti parvient à se qualifier en play-off pour la Serie C,.
En parallèle cette saison, il prend aussi part au Tournoi de Viareggio avec les jeunes de Sassuolo,.

#### Retour à Sassuolo (2024-)
Le 21 juin 2024, de retour de prêt, il signe son premier contrat professionnel avec Sassuolo. Il évolue ensuite en championnat Primavera — que les jeunes neroverdi viennent de remporter pour la première fois, —, sous les ordres d'Emiliano Bigica. 
Son équipe remporte en début de saison la Supercoppa Primavera, en battant 2-0 la Fiorentina. Tommaso est titulaire et protagoniste lors de cette victoire,,, premier titre dans la compétition pour le club. 

### Carrière en sélection
Tommaso Benvenuti est international saint-marinais en équipes de jeunes, puis avec l'équipe espoirs,.
En septembre 2024, Benvenuti est convoqué pour la première fois avec l'équipe senior de Saint-Marin par Roberto Cevoli,. Il honore sa première sélection le 5 septembre, lors d'une victoire 1-0 à domicile en Ligue des nations, contre le Liechtenstein,. Il remplace Alessandro Tosi à la 71e minute du match, rejoignant son jumeau Giacomo sur le terrain,,. 
Cette victoire face aux Liechtensteinois est ensuite amplement relayée dans la presse mondiale,,,,,,,,,,,. C'est en effet seulement la deuxième victoire de l'histoire du pays, et la première en compétition officielle,,,, 20 ans après l'avoir emporté en match amical contre le même adversaire,,,.

## Palmarès
US Sassuolo
- Supercoppa Primavera (1)
  - Vainqueur en 2024